# Alexandra Athletic
Der Alexandra Athletic Football Club war ein schottischer Fußballverein aus Glasgow, der von 1873 bis 1884 bestand. 

## Geschichte
Alexandra Athletic wurde 1873 gegründet. Zwischen 1873 und 1884 nahm der Verein zehnmal am schottischen Pokal teil. Größter Erfolg war dabei in der Spielzeit 1873/74 das Erreichen des Viertelfinales. Der Verein spielte in weißen Trikots und Hosen sowie blauen Stutzen. Benannt war der Verein nach dem Alexandra Park, der in Dennistoun, einem Stadtbezirk von Glasgow, liegt. Dieser war wiederum nach Alexandra von Dänemark benannt. Alexandra Athletic wurde 1884 aufgelöst.